# Halton
Halton is een unitary authority en een district in de Engelse regio North West England en telt 128.000 inwoners. De oppervlakte bedraagt 79 km².
Halton zelf is een kleine plaats die in dit bestuurlijk district ligt, en is onderdeel van de stad Runcorn.

## Demografie
Van de bevolking is 13,5% ouder dan 65 jaar. De werkloosheid bedraagt 4,5% van de beroepsbevolking (cijfers volkstelling 2001).
Het aantal inwoners daalde van ongeveer 124.800 in 1991 naar 118.208 in 2001.

## Civil parishesin district Halton
- Daresbury
- Hale
- Halebank
- Moore
- Preston Brook
- Sandymoor

Bath and North East Somerset* · Bedfordshire · Berkshire · Blackburn & Darwen* · Blackpool* · Bournemouth* · Brighton & Hove* · Bristol* · Buckinghamshire · Cambridgeshire · Cheshire · Cornwall · Cumbria · Darlington* · Derby* · Derbyshire · Devon · Dorset · Durham · East Riding of Yorkshire* · East Sussex · Essex · Gloucestershire · Greater London · Greater Manchester · Halton* · Hampshire · Hartlepool* · Herefordshire* · Hertfordshire · Hull* · Isle of Wight* · Kent · Lancashire · Leicester* · Leicestershire · Lincolnshire · Luton* · Medway* · Merseyside · Middlesbrough* · Milton Keynes* · Norfolk · Northamptonshire · Northumberland · North East Lincolnshire* · North Lincolnshire * · North Somerset* · North Yorkshire · Nottingham* · Nottinghamshire · Oxfordshire · Peterborough* · Plymouth* · Poole* · Portsmouth* · Redcar & Cleveland* · Rutland* · Shropshire · Somerset · Southend-on-Sea* · Southampton* · South Gloucestershire* · South Yorkshire · Staffordshire · Stockton-on-Tees* · Stoke-on-Trent* · Suffolk · Surrey · Swindon* · Telford & Wrekin* · Thurrock* · Torbay* · Tyne & Wear · Warrington* · Warwickshire · West Midlands · West Sussex · West Yorkshire · Wiltshire · Worcestershire · York* 
Overig: Ceremoniële graafschappen · Traditionele graafschappen